# Sakaramya
Sakaramya is een geslacht van kevers uit de familie bladkevers (Chrysomelidae).
De wetenschappelijke naam van het geslacht werd in 1952 gepubliceerd door Bechyne.

## Soorten
- Sakaramya hilari Bechyne, 1952